# 吴兴
吳興為浙江省湖州市的古稱，三國孫吳甘露二年（266年），吳主孫皓取「吳國興盛」之意改烏程為吳興，並設吳興郡，轄地相當於現在的湖州市全境，錢塘縣（今杭州）、陽羨縣（今宜興）。隋代因地瀕太湖而更名湖州，吳興為下轄縣。現湖州設有吳興區，為市政府駐地。吳興與吳縣，吳江並稱「三吳」，以人文物產名聞江南。